# Morti nel 1963

## Gennaio(87)
- 1º gennaio - Fernando Altimani, marciatore italiano (n. 1893)
- 1º gennaio - Leone Azzali, politico italiano (n. 1880)
- 1º gennaio - Ulrich Kleemann, generale tedesco (n. 1892)
- 1º gennaio - Bill Parker, fumettista statunitense (n. 1911)
- 1º gennaio - Enrico Redenti, giurista italiano (n. 1883)
- 2 gennaio - Jack Carson, attore canadese (n. 1910)
- 2 gennaio - Dick Powell, attore, regista e cantante statunitense (n. 1904)
- 3 gennaio - Sof'ja Vasil'evna Fëdorova, ballerina russa (n. 1879)
- 3 gennaio - Shinobu Ishihara, oculista giapponese (n. 1879)
- 3 gennaio - Bonfilio Paolazzi, politico italiano (n. 1875)
- 4 gennaio - Yusuf Izzuddin Shah di Perak, sovrano malese (n. 1890)
- 5 gennaio - Rogers Hornsby, giocatore di baseball e allenatore di baseball statunitense (n. 1896)
- 6 gennaio - Weaver W. Adams, scacchista statunitense (n. 1901)
- 6 gennaio - Joel Fridlizius, scacchista e compositore di scacchi svedese (n. 1869)
- 6 gennaio - Hermann Helms, scacchista e giornalista statunitense (n. 1870)
- 6 gennaio - Ezio Roselli, ginnasta italiano (n. 1896)
- 6 gennaio - Frank Tuttle, regista, sceneggiatore e produttore cinematografico statunitense (n. 1892)
- 7 gennaio - Gilla Vincenzo Gremigni, arcivescovo cattolico italiano (n. 1891)
- 7 gennaio - Erik Lundqvist, giavellottista svedese (n. 1908)
- 8 gennaio - Jack Okey, direttore artistico e scenografo statunitense (n. 1889)
- 8 gennaio - Kay Sage, pittrice e poetessa statunitense (n. 1898)
- 9 gennaio - Mario Maresca, attore italiano (n. 1887)
- 9 gennaio - Giuseppe Danise, baritono italiano (n. 1882)
- 9 gennaio - Yvonne De Fleuriel, cantante e attrice italiana (n. 1889)
- 9 gennaio - Marco Muggiani, cestista, allenatore di pallacanestro e dirigente sportivo italiano (n. 1894)
- 9 gennaio - Fridolin von Senger und Etterlin, generale tedesco (n. 1891)
- 10 gennaio - Lamberto Bartolucci, architetto italiano (n. 1914)
- 10 gennaio - Franz Planer, direttore della fotografia austriaco (n. 1894)
- 12 gennaio - Leonard Dawe, calciatore inglese (n. 1889)
- 12 gennaio - Italo Tavolato, scrittore italiano (n. 1889)
- 13 gennaio - Sonny Clark, pianista e compositore statunitense (n. 1931)
- 13 gennaio - Ramón Gómez de la Serna, scrittore, giornalista e aforista spagnolo (n. 1888)
- 13 gennaio - Rad Kortenhorst, avvocato e politico olandese (n. 1886)
- 13 gennaio - Sylvanus Olympio, politico togolese (n. 1902)
- 13 gennaio - Henry Thomas, pugile britannico (n. 1888)
- 14 gennaio - Pierre Héring, generale francese (n. 1874)
- 14 gennaio - Gustav Regler, scrittore tedesco (n. 1898)
- 15 gennaio - Cesare Fantoni, attore e doppiatore italiano (n. 1902)
- 15 gennaio - Bernardino Re, vescovo cattolico e poeta italiano (n. 1883)
- 15 gennaio - Marco Torrès, ginnasta francese (n. 1888)
- 16 gennaio - Bai Chon-go, calciatore sudcoreano (n. 1913)
- 16 gennaio - Jack Mew, calciatore inglese (n. 1889)
- 16 gennaio - Ike Quebec, sassofonista statunitense (n. 1918)
- 16 gennaio - Jacques Spitz, autore di fantascienza francese (n. 1896)
- 17 gennaio - Jean Aymé, attore francese (n. 1876)
- 17 gennaio - Johannes Sejersted Bødtker, banchiere e collezionista d'arte norvegese (n. 1879)
- 17 gennaio - Salvatore La Barbera, mafioso italiano (n. 1922)
- 17 gennaio - Henri Masson, schermidore francese (n. 1872)
- 18 gennaio - Hugh Gaitskell, politico britannico (n. 1906)
- 18 gennaio - Edward Charles Titchmarsh, matematico britannico (n. 1899)
- 19 gennaio - Clement Smoot, golfista statunitense (n. 1884)
- 20 gennaio - Giacomo Piola, politico italiano (n. 1890)
- 20 gennaio - Fëdor Terent'ev, fondista sovietico (n. 1925)
- 21 gennaio - Ingar Nielsen, velista norvegese (n. 1885)
- 21 gennaio - Al St. John, attore statunitense (n. 1893)
- 22 gennaio - William Godfrey, cardinale e arcivescovo cattolico britannico (n. 1889)
- 22 gennaio - József Nagy, calciatore e allenatore di calcio ungherese (n. 1892)
- 22 gennaio - Nadejda Michajlovna de Torby, marchesa (n. 1896)
- 23 gennaio - Muhammad Ali Bogra, politico pakistano (n. 1909)
- 23 gennaio - Jean Caudron, calciatore belga (n. 1895)
- 23 gennaio - Ludvík Dvořáček, cestista cecoslovacco (n. 1910)
- 23 gennaio - Józef Gosławski, scultore e medaglista polacco (n. 1908)
- 23 gennaio - Lee Lawrie, scultore statunitense (n. 1877)
- 23 gennaio - Pauline Oberdorfer Minor, mezzosoprano, compositrice e docente statunitense
- 24 gennaio - Léon Delsarte, ginnasta francese (n. 1893)
- 24 gennaio - Otto Harbach, librettista e paroliere statunitense (n. 1873)
- 24 gennaio - Dino Olivieri, musicista, compositore e direttore d'orchestra italiano (n. 1905)
- 25 gennaio - Angelo Arbasi, militare italiano (n. 1895)
- 25 gennaio - Marion Sunshine, attrice e cantante statunitense (n. 1894)
- 26 gennaio - John Farrow, regista e sceneggiatore australiano (n. 1904)
- 26 gennaio - Francisco Fedullo, calciatore uruguaiano (n. 1905)
- 26 gennaio - Maurice Hankey, I barone Hankey, ufficiale inglese (n. 1877)
- 26 gennaio - Pietro Gerardo Jansen, navigatore e scrittore italiano (n. 1893)
- 26 gennaio - Ole Olsen, attore e comico statunitense (n. 1892)
- 27 gennaio - Evelyn Francisco, attrice statunitense (n. 1904)
- 28 gennaio - Gustave Garrigou, ciclista su strada francese (n. 1884)
- 28 gennaio - Jean-Felix Piccard, chimico, ingegnere e esploratore svizzero (n. 1884)
- 29 gennaio - Adriano Belli, avvocato, musicologo e critico musicale italiano (n. 1877)
- 29 gennaio - Robert Frost, poeta e drammaturgo statunitense (n. 1874)
- 29 gennaio - Giorgio Marzola, politico italiano (n. 1899)
- 29 gennaio - Julien Du Rhéart, calciatore francese (n. 1885)
- 30 gennaio - Tully Craig, calciatore e allenatore di calcio scozzese (n. 1895)
- 30 gennaio - Jane Gail, attrice statunitense (n. 1890)
- 30 gennaio - Edith McKay, scrittrice e infermiera australiana (n. 1891)
- 30 gennaio - Francis Poulenc, compositore e pianista francese (n. 1899)
- 31 gennaio - Alasgar Alakbarov, attore azero (n. 1910)
- 31 gennaio - Leonello Vincenti, germanista e traduttore italiano (n. 1891)

## Febbraio(86)
- 1º febbraio - John Francis D'Alton, cardinale e arcivescovo cattolico irlandese (n. 1882)
- 1º febbraio - Ludwig Glauert, paleontologo australiano (n. 1879)
- 1º febbraio - Angela Hanka, pattinatrice artistica su ghiaccio austriaca (n. 1891)
- 1º febbraio - Giovanni Padula, imprenditore italiano (n. 1885)
- 1º febbraio - Giovanni Spezzaferri, compositore italiano (n. 1888)
- 1º febbraio - Wyndham Standing, attore inglese (n. 1880)
- 1º febbraio - George Sutherland-Leveson-Gower, V duca di Sutherland, politico inglese (n. 1888)
- 2 febbraio - Arvid Arisholm, calciatore norvegese (n. 1888)
- 2 febbraio - Guido Debernardi, calciatore italiano (n. 1894)
- 2 febbraio - Giorgio Gandini, ingegnere e architetto italiano (n. 1893)
- 2 febbraio - Pietro Pocek, pittore montenegrino (n. 1878)
- 2 febbraio - Paolo Principi, geologo e paleontologo italiano (n. 1884)
- 3 febbraio - Georges Batault, scrittore, storico e filosofo svizzero (n. 1887)
- 4 febbraio - Mario Cosatti, magistrato italiano (n. 1888)
- 4 febbraio - Fred Albert Shannon, storico statunitense (n. 1893)
- 5 febbraio - Barnum Brown, paleontologo statunitense (n. 1873)
- 5 febbraio - Frank Hudspeth, calciatore britannico (n. 1890)
- 5 febbraio - Herbert Samuel, politico britannico (n. 1870)
- 5 febbraio - Giorgio Tron, medico italiano (n. 1884)
- 5 febbraio - Dar'ja Vasil'evna Olsuf'eva, scrittrice russa (n. 1909)
- 6 febbraio - Abd el-Krim, condottiero e rivoluzionario berbero (n. 1882)
- 6 febbraio - Oronzo Caldarola, vescovo cattolico italiano (n. 1871)
- 6 febbraio - Gérard d'Houville, scrittrice francese (n. 1875)
- 6 febbraio - Orazio Lazzarino, fisico e matematico italiano (n. 1880)
- 6 febbraio - Piero Manzoni, artista italiano (n. 1933)
- 7 febbraio - Primo Andrighetto, calciatore italiano (n. 1917)
- 7 febbraio - John Daley, pugile statunitense (n. 1909)
- 7 febbraio - Learco Guerra, ciclista su strada, pistard e dirigente sportivo italiano (n. 1902)
- 7 febbraio - Ferdinand Vasserot, pistard francese (n. 1881)
- 8 febbraio - George Dolenz, attore statunitense (n. 1908)
- 8 febbraio - Ernst Gläser, scrittore tedesco (n. 1902)
- 8 febbraio - Fortunino Matania, illustratore e pittore italiano (n. 1881)
- 9 febbraio - Marcel Godivier, ciclista su strada e pistard francese (n. 1887)
- 9 febbraio - Abd al-Karim Qasim, generale e politico iracheno (n. 1914)
- 10 febbraio - Jean Amanrich, ammiraglio francese (n. 1893)
- 10 febbraio - Louis Paulhan, militare e aviatore francese (n. 1883)
- 11 febbraio - Edwin Francis Carpenter, astronomo statunitense (n. 1898)
- 11 febbraio - Igino Cassi, dirigente sportivo e imprenditore italiano (n. 1895)
- 11 febbraio - Karl Frederick, tiratore a segno statunitense (n. 1881)
- 11 febbraio - Carlo Alberto Petrucci, incisore, pittore e museologo italiano (n. 1881)
- 11 febbraio - Sylvia Plath, poetessa statunitense (n. 1932)
- 12 febbraio - Giuseppe Guarino, ballerino, regista e sceneggiatore italiano (n. 1885)
- 12 febbraio - Woldemar Hägglund, generale finlandese (n. 1893)
- 13 febbraio - Tullio Biscuola, maratoneta italiano (n. 1894)
- 13 febbraio - Robert Theissen, calciatore lussemburghese (n. 1906)
- 15 febbraio - Edgardo Donato, violinista, compositore e direttore d'orchestra argentino (n. 1897)
- 15 febbraio - Louis J. Gasnier, regista francese (n. 1875)
- 15 febbraio - Agostino Lanfranchi, skeletonista e bobbista italiano (n. 1892)
- 16 febbraio - Friedrich Dessauer, filosofo, fisico e giornalista tedesco (n. 1881)
- 16 febbraio - Alberto Vecchietti, giornalista, critico cinematografico e sceneggiatore italiano (n. 1908)
- 17 febbraio - George Howard, XI conte di Carlisle, militare inglese (n. 1895)
- 17 febbraio - Frances Louise Lockridge, scrittrice statunitense (n. 1896)
- 17 febbraio - Phillip Richardson, giornalista e scrittore britannico (n. 1875)
- 18 febbraio - Monte Blue, attore statunitense (n. 1887)
- 18 febbraio - Beppe Fenoglio, partigiano, scrittore e traduttore italiano (n. 1922)
- 18 febbraio - Caterina Picolato, sindacalista e politica italiana (n. 1900)
- 18 febbraio - Cosimo Rizzotto, aviatore italiano (n. 1893)
- 18 febbraio - Anunciado Serafini, vescovo cattolico argentino (n. 1898)
- 18 febbraio - Fernando Tambroni, politico italiano (n. 1901)
- 18 febbraio - Iemasa Tokugawa, politico giapponese (n. 1884)
- 19 febbraio - Elsa Conrad, imprenditrice tedesca (n. 1887)
- 19 febbraio - Benny Moré, cantante cubano (n. 1919)
- 19 febbraio - Edoardo Rotigliano, avvocato e politico italiano (n. 1880)
- 20 febbraio - Roberto Battaglia, storico e partigiano italiano (n. 1913)
- 20 febbraio - Harold Koch Boysen, aviatore statunitense (n. 1891)
- 20 febbraio - Addison Farmer, contrabbassista statunitense (n. 1928)
- 20 febbraio - Ferenc Fricsay, direttore d'orchestra ungherese (n. 1914)
- 20 febbraio - Jacob Gade, violinista e compositore danese (n. 1879)
- 21 febbraio - Leopold Roosemont, ciclista su strada belga (n. 1909)
- 21 febbraio - Mario Zotta, politico italiano (n. 1904)
- 22 febbraio - Fritz Becker, calciatore tedesco (n. 1888)
- 22 febbraio - Gian Piero Bognetti, storico e archeologo italiano (n. 1902)
- 22 febbraio - Austin Lane Poole, storico britannico (n. 1889)
- 23 febbraio - Antonio Delfini, scrittore, poeta e giornalista italiano (n. 1907)
- 23 febbraio - Bernhard Peyer, paleontologo svizzero (n. 1885)
- 23 febbraio - Antonio Signorini, matematico e ingegnere italiano (n. 1888)
- 24 febbraio - Giuseppe Fatini, scrittore italiano (n. 1884)
- 25 febbraio - Ippolito Luigi De Cristofaro, politico italiano (n. 1884)
- 25 febbraio - Melville Jean Herskovits, antropologo e storico statunitense (n. 1895)
- 26 febbraio - Eric Marshall, esploratore, medico e cartografo britannico (n. 1879)
- 26 febbraio - Alfred Montagne, generale francese (n. 1881)
- 27 febbraio - Raymond Barton, generale statunitense (n. 1889)
- 27 febbraio - Makonnen Endelkachew, militare etiope (n. 1890)
- 28 febbraio - Rajendra Prasad, politico indiano (n. 1884)
- 28 febbraio - Eppa Rixey, giocatore di baseball statunitense (n. 1891)
- 28 febbraio - Luigi Segre, imprenditore, ingegnere e pilota automobilistico italiano (n. 1919)

## Marzo(90)
- 1º marzo - Felice Casorati, pittore, incisore e designer italiano (n. 1883)
- 1º marzo - Jorge Daponte, pilota automobilistico argentino (n. 1923)
- 1º marzo - Attilio Depoli, politico e storico italiano (n. 1887)
- 1º marzo - Emilia Nobile, filosofa e bibliotecaria italiana (n. 1889)
- 2 marzo - Vincenzo Amato, matematico italiano (n. 1881)
- 2 marzo - Giacomo Carlini, ostacolista, velocista e multiplista italiano (n. 1904)
- 2 marzo - Egisto Domenico Melchiori, arcivescovo cattolico italiano (n. 1879)
- 2 marzo - Guenther Wachsmuth, saggista e esoterista tedesco (n. 1893)
- 3 marzo - Dorothy Hansine Andersen, patologa e pediatra statunitense (n. 1901)
- 3 marzo - Emilio Bello Codesido, diplomatico e politico cileno (n. 1868)
- 3 marzo - Faustino Pérez-Manglano Magro, spagnolo (n. 1946)
- 3 marzo - Emil Reichl, calciatore austriaco (n. 1889)
- 4 marzo - William Carlos Williams, poeta, scrittore e medico statunitense (n. 1883)
- 5 marzo - Franco Brenni, avvocato, notaio e ambasciatore svizzero (n. 1897)
- 5 marzo - Patsy Cline, cantante e compositrice statunitense (n. 1932)
- 5 marzo - Ahmed Lutfi al-Sayyed, politico, diplomatico e attivista egiziano (n. 1872)
- 5 marzo - Giuseppe Manzelli, militare e partigiano italiano (n. 1894)
- 5 marzo - Cyril Smith, attore scozzese (n. 1892)
- 6 marzo - Robert E. Cornish, biologo e scrittore statunitense (n. 1903)
- 7 marzo - Temple Fay, neurologo statunitense (n. 1895)
- 7 marzo - Joachim Holst-Jensen, attore norvegese (n. 1880)
- 7 marzo - Guido Jurgens, ufficiale e carabiniere italiano (n. 1893)
- 7 marzo - Orlando Tognotti, calciatore e allenatore di calcio italiano (n. 1904)
- 8 marzo - Abram Moiseevič Deborin, filosofo russo (n. 1881)
- 8 marzo - Achille Marzarotto, politico italiano (n. 1878)
- 9 marzo - Paolo Paschetto, pittore, decoratore e incisore italiano (n. 1885)
- 10 marzo - Domenico Bornigia, vescovo cattolico italiano (n. 1891)
- 10 marzo - André Maschinot, calciatore francese (n. 1903)
- 11 marzo - Ignat Bednarik, pittore rumeno (n. 1882)
- 11 marzo - Paddy Bradshaw, calciatore irlandese (n. 1912)
- 11 marzo - Louise Olivereau, attivista, pacifista e anarchica statunitense (n. 1884)
- 11 marzo - Rhoda Rennie, nuotatrice sudafricana (n. 1909)
- 12 marzo - Antonio De Francesco, scultore italiano (n. 1875)
- 12 marzo - Arthur Grimsdell, calciatore inglese (n. 1894)
- 13 marzo - Lamberto Caffarelli, compositore, filosofo e poeta italiano (n. 1880)
- 13 marzo - Renato Carli Ballola, giornalista e politico italiano (n. 1904)
- 13 marzo - George Nevinson, pallanuotista britannico (n. 1882)
- 13 marzo - Edvin Paulsen, ginnasta norvegese (n. 1889)
- 14 marzo - Giuseppe Caradonna, politico italiano (n. 1891)
- 14 marzo - Karl-Erik Grahn, allenatore di calcio e calciatore svedese (n. 1914)
- 15 marzo - Bill Adams, calciatore inglese (n. 1902)
- 15 marzo - Victor Feguer, criminale statunitense (n. 1935)
- 15 marzo - Harry Hampton, calciatore e allenatore di calcio inglese (n. 1885)
- 15 marzo - Nicola Nacucchi, avvocato e politico italiano (n. 1886)
- 15 marzo - Volterrano Volterrani, scultore italiano (n. 1891)
- 16 marzo - Alfred von Oberndorff, diplomatico tedesco (n. 1870)
- 16 marzo - Elisabetta Maria d'Asburgo-Lorena, nobile (n. 1883)
- 16 marzo - William Beveridge, economista e sociologo britannico (n. 1879)
- 16 marzo - Aage Brix, calciatore statunitense (n. 1894)
- 17 marzo - Frank Griffin, regista, sceneggiatore e attore statunitense (n. 1886)
- 17 marzo - Adalberto Libera, architetto italiano (n. 1903)
- 18 marzo - Hubert Gough, generale britannico (n. 1870)
- 18 marzo - Wanda Hawley, attrice statunitense (n. 1895)
- 19 marzo - Adalbero Fleischer, vescovo cattolico e missionario tedesco (n. 1874)
- 20 marzo - Manuel Arteaga y Betancourt, cardinale e arcivescovo cattolico cubano (n. 1879)
- 20 marzo - Alfred Reade Godwin-Austen, generale britannico (n. 1889)
- 20 marzo - Pasquale La Rotella, compositore italiano (n. 1880)
- 21 marzo - Josef Gauchel, calciatore tedesco (n. 1916)
- 21 marzo - Felice Minotti, attore italiano (n. 1887)
- 22 marzo - Cilly Aussem, tennista tedesca (n. 1909)
- 22 marzo - Gennaro de Gemmis, ingegnere, agronomo e bibliografo italiano (n. 1904)
- 22 marzo - Enzo Grazzini, giornalista e scrittore italiano (n. 1902)
- 22 marzo - Doris Stevens, scrittrice e attivista statunitense (n. 1888)
- 23 marzo - Albert Thoralf Skolem, matematico norvegese (n. 1887)
- 24 marzo - Franz Böheim, attore austriaco (n. 1909)
- 24 marzo - Sydney Gibbes, docente inglese (n. 1876)
- 24 marzo - Arne Møller, calciatore norvegese (n. 1904)
- 25 marzo - Antonio Lamaro, imprenditore italiano (n. 1893)
- 25 marzo - Davey Moore, pugile statunitense (n. 1933)
- 25 marzo - Donald Piper, cestista statunitense (n. 1911)
- 25 marzo - Elmer S. Riggs, paleontologo statunitense (n. 1869)
- 26 marzo - Jean Bruce, scrittore francese (n. 1921)
- 26 marzo - Del Debbio, calciatore italiano (n. 1899)
- 26 marzo - Natale Vasco Jacoponi, politico, partigiano e sindacalista italiano (n. 1901)
- 26 marzo - Pierre Lacau, egittologo e filologo francese (n. 1873)
- 27 marzo - Giuseppe Anepeta, violinista, pianista e compositore italiano (n. 1900)
- 27 marzo - Harold Dow Bugbee, artista, illustratore e pittore statunitense (n. 1900)
- 27 marzo - Harry Piel, regista, sceneggiatore e attore tedesco (n. 1892)
- 28 marzo - Antonius Bouwens, tiratore a segno olandese (n. 1876)
- 28 marzo - Frank Marion, produttore cinematografico e sceneggiatore statunitense (n. 1869)
- 28 marzo - Antonio Negro, sindacalista, politico e antifascista italiano (n. 1885)
- 29 marzo - Antoine Balpêtré, attore francese (n. 1898)
- 29 marzo - Henry Bordeaux, scrittore e avvocato francese (n. 1870)
- 29 marzo - Carmine De Martino, politico, imprenditore e dirigente sportivo italiano (n. 1898)
- 29 marzo - Andreas Kempf, ginnasta e multiplista statunitense (n. 1881)
- 29 marzo - August Rei, politico, giornalista e diplomatico estone (n. 1886)
- 30 marzo - Aleksandr Vasil'evič Gаuk, direttore d'orchestra e compositore sovietico (n. 1893)
- 30 marzo - Alfred Ritscher, militare e esploratore tedesco (n. 1879)
- 31 marzo - Harry Akst, cantautore statunitense (n. 1894)
- 31 marzo - Publio Morbiducci, scultore, medaglista e pittore italiano (n. 1889)

## Aprile(79)
- 1º aprile - Alessandro Alessandrini, politico italiano (n. 1891)
- 1º aprile - Angelo Baldassarri, avvocato e politico italiano (n. 1881)
- 1º aprile - Reinier Beeuwkes, calciatore olandese (n. 1884)
- 1º aprile - Vittorio Moietta, vescovo cattolico italiano (n. 1913)
- 1º aprile - Vittorio Morelli di Popolo, allenatore di calcio e calciatore italiano (n. 1888)
- 1º aprile - Agnes Mowinckel, attrice e regista teatrale norvegese (n. 1875)
- 1º aprile - Trygve Smith, calciatore norvegese (n. 1892)
- 3 aprile - Antonietta di Anhalt, principessa tedesca (n. 1885)
- 3 aprile - Philippe Houben, nuotatore e pallanuotista belga (n. 1881)
- 3 aprile - Alma Richards, altista statunitense (n. 1890)
- 4 aprile - Gaetano Catanoso, presbitero e santo italiano (n. 1879)
- 4 aprile - Jason Robards Sr., attore statunitense (n. 1892)
- 5 aprile - Jacobus Johannes Pieter Oud, architetto e urbanista olandese (n. 1890)
- 5 aprile - Tamasese Mea'ole, politico samoano (n. 1905)
- 6 aprile - Anthony Bernard, direttore d'orchestra, compositore e pianista britannico (n. 1891)
- 6 aprile - Saverio Latteri, medico italiano (n. 1895)
- 6 aprile - Eduard Schönecker, calciatore, velocista e architetto austriaco (n. 1885)
- 6 aprile - Hans-Heinrich Sievert, multiplista tedesco (n. 1909)
- 6 aprile - Otto Struve, astronomo russo (n. 1897)
- 6 aprile - Allen Whipple, chirurgo statunitense (n. 1881)
- 6 aprile - Constance Wilson-Samuel, pattinatrice artistica su ghiaccio canadese (n. 1908)
- 7 aprile - Amedeo Maiuri, archeologo italiano (n. 1886)
- 7 aprile - Tommy Nisbet, cestista e allenatore di pallacanestro statunitense (n. 1916)
- 8 aprile - Franco Rodolfo Savorgnan, statistico italiano (n. 1879)
- 9 aprile - Benno Moiseiwitsch, pianista ucraino (n. 1890)
- 9 aprile - Xul Solar, pittore e glottoteta argentino (n. 1887)
- 10 aprile - Nando Bruno, attore italiano (n. 1895)
- 10 aprile - Ottar Gjermundshaug, combinatista nordico norvegese (n. 1925)
- 11 aprile - Michail Butusov, allenatore di calcio e calciatore sovietico (n. 1900)
- 11 aprile - Innocente Colombo, calciatore italiano (n. 1895)
- 11 aprile - Mario Maria Jacopetti, ingegnere elettrotecnico italiano (n. 1908)
- 11 aprile - Arthur Jonath, velocista tedesco (n. 1909)
- 11 aprile - Charles Leirens, musicista e fotografo belga (n. 1888)
- 11 aprile - Alfred Métraux, etnologo svizzero (n. 1902)
- 11 aprile - Henryk Reyman, calciatore polacco (n. 1897)
- 12 aprile - Kazimierz Ajdukiewicz, filosofo e logico polacco (n. 1890)
- 12 aprile - Emilio Lavagnino, storico dell'arte e critico d'arte italiano (n. 1898)
- 13 aprile - Ettore Leale, calciatore e politico italiano (n. 1896)
- 13 aprile - Väinö Myllyrinne, showman finlandese (n. 1909)
- 14 aprile - René Grandjean, aviatore e imprenditore svizzero (n. 1884)
- 14 aprile - Carl Petersén, ufficiale svedese (n. 1883)
- 15 aprile - William Berwald, ginnasta e multiplista statunitense (n. 1874)
- 15 aprile - Massimo Cartasegna, mezzofondista, siepista e arbitro di calcio italiano (n. 1885)
- 15 aprile - Italo Cornia, medico e politico italiano (n. 1896)
- 15 aprile - Edward Hearn, attore statunitense (n. 1888)
- 17 aprile - Yoshitoshi Tokugawa, generale e aviatore giapponese (n. 1884)
- 17 aprile - Huck Woodman, hockeista su ghiaccio canadese (n. 1899)
- 18 aprile - Maurice Achener, pittore e incisore francese (n. 1881)
- 18 aprile - Raffaele De Giuli, vescovo cattolico italiano (n. 1884)
- 18 aprile - Carl Galle, mezzofondista tedesco (n. 1872)
- 18 aprile - Adriaan Koonings, allenatore di calcio e calciatore olandese (n. 1895)
- 19 aprile - Ramón Berdomás, nuotatore e pallanuotista spagnolo (n. 1900)
- 19 aprile - Vicente Ferreira da Silva, filosofo e matematico brasiliano (n. 1916)
- 19 aprile - Alfred Whitney Griswold, storico statunitense (n. 1906)
- 20 aprile - Felice Bensa, imprenditore e politico italiano (n. 1878)
- 20 aprile - Primo Cavellini, dirigente sportivo italiano (n. 1877)
- 20 aprile - Bertil Tallberg, velista finlandese (n. 1883)
- 21 aprile - Ettore Cipolla, politico e magistrato italiano (n. 1875)
- 21 aprile - Dennis Robertson, economista inglese (n. 1890)
- 21 aprile - Jock Rutherford, calciatore inglese (n. 1884)
- 22 aprile - Calvin Bricker, lunghista e triplista canadese (n. 1884)
- 23 aprile - Itzhak Ben-Zvi, politico ucraino (n. 1884)
- 23 aprile - Ferruccio Cerio, regista e sceneggiatore italiano (n. 1901)
- 23 aprile - Pál Fejös, regista, sceneggiatore e antropologo ungherese (n. 1897)
- 23 aprile - Don C. Harvey, attore statunitense (n. 1911)
- 23 aprile - William Lewis Moore, attivista statunitense (n. 1927)
- 23 aprile - Ferdinando Trigona Della Floresta, avvocato e politico italiano (n. 1901)
- 24 aprile - Rino Corso Fougier, generale e aviatore italiano (n. 1894)
- 24 aprile - Leonid Davidovič Lukov, regista cinematografico sovietico (n. 1909)
- 24 aprile - Paul Rémond, arcivescovo cattolico francese (n. 1873)
- 26 aprile - Cesare Manzella, mafioso italiano (n. 1897)
- 26 aprile - Vasile Voiculescu, poeta, scrittore e drammaturgo rumeno (n. 1884)
- 27 aprile - Giulio Andrea Marchesini, compositore e militare italiano (n. 1889)
- 27 aprile - Giacomo Etna, scrittore, giornalista e saggista italiano (n. 1895)
- 28 aprile - Wilhelm Weber, ginnasta e multiplista tedesco (n. 1879)
- 29 aprile - Michele Guerrisi, scultore italiano (n. 1893)
- 30 aprile - Gustav Friedrich Hartlaub, storico dell'arte tedesco (n. 1884)
- 30 aprile - William C. Mellor, direttore della fotografia statunitense (n. 1903)
- 30 aprile - Bryant Washburn, attore e produttore cinematografico statunitense (n. 1889)

## Maggio(81)
- 1º maggio - Stefan Mladenov, slavista bulgaro (n. 1880)
- 1º maggio - Veza Canetti, poetessa, scrittrice e commediografa austriaca (n. 1897)
- 2 maggio - Van Wyck Brooks, storico e critico letterario statunitense (n. 1886)
- 2 maggio - Duncan Gillis, martellista, discobolo e lottatore canadese (n. 1883)
- 2 maggio - O.A.C. Lund, regista, sceneggiatore e attore svedese (n. 1885)
- 3 maggio - Giovanni Grasso, attore italiano (n. 1888)
- 3 maggio - Abdülhak Şinasi Hisar, scrittore turco (n. 1887)
- 3 maggio - Renato Poggioli, slavista, traduttore e critico letterario italiano (n. 1907)
- 5 maggio - Luigi Almirante, attore e comico italiano (n. 1884)
- 5 maggio - Paul Feierstein, calciatore lussemburghese (n. 1903)
- 6 maggio - Theodore von Kármán, ingegnere, fisico e matematico ungherese (n. 1881)
- 6 maggio - Monty Woolley, attore statunitense (n. 1888)
- 7 maggio - Max Miller, comico e attore britannico (n. 1894)
- 7 maggio - Hugo Valentin, storico svedese (n. 1888)
- 7 maggio - Essie Whitman, cantante statunitense (n. 1882)
- 8 maggio - Lucy Feagin, insegnante statunitense (n. 1876)
- 8 maggio - Ambrogio Levati, ginnasta italiano (n. 1894)
- 9 maggio - Charles Vyner Brooke, sovrano indonesiano (n. 1874)
- 9 maggio - Alexandru Rusu, vescovo cattolico rumeno (n. 1884)
- 10 maggio - Gianfranco Comotti, pilota automobilistico italiano (n. 1906)
- 11 maggio - Herbert Spencer Gasser, medico statunitense (n. 1888)
- 11 maggio - Amor Tartufoli, politico italiano (n. 1896)
- 12 maggio - Bobby Kerr, velocista e dirigente sportivo canadese (n. 1882)
- 12 maggio - Natasha Lytess, attrice tedesca (n. 1913)
- 12 maggio - Ernst Marischka, regista, sceneggiatore e produttore cinematografico austriaco (n. 1893)
- 12 maggio - Edward Tritschler, ginnasta e multiplista statunitense (n. 1885)
- 13 maggio - Alois Hudal, vescovo cattolico austriaco (n. 1885)
- 13 maggio - Richard Koll, generale tedesco (n. 1897)
- 14 maggio - Harold Stanley, imprenditore statunitense (n. 1885)
- 15 maggio - Georges Albert, calciatore francese (n. 1882)
- 15 maggio - Angelo Buizza, politico italiano (n. 1885)
- 15 maggio - John Meehan, scenografo statunitense (n. 1902)
- 16 maggio - Luigi Bartolini, incisore, pittore e scrittore italiano (n. 1892)
- 16 maggio - Giuseppe Femia, politico italiano (n. 1910)
- 16 maggio - Bernie Masterson, giocatore di football americano statunitense (n. 1911)
- 16 maggio - Oleg Vladimirovič Pen'kovskij, agente segreto sovietico (n. 1919)
- 16 maggio - Giacomo Soleri, filosofo e teologo italiano (n. 1910)
- 17 maggio - Clara Porges, pittrice tedesca (n. 1879)
- 18 maggio - Pasquale d'Elia, sinologo, storico e missionario italiano (n. 1890)
- 18 maggio - Ernie Davis, giocatore di football americano statunitense (n. 1939)
- 19 maggio - Lauro Bordin, ciclista su strada, fotografo e fotoreporter italiano (n. 1890)
- 19 maggio - Margarete Matzenauer, contralto e mezzosoprano ungherese (n. 1881)
- 19 maggio - Walter Russell, artista e filosofo statunitense (n. 1871)
- 19 maggio - Luana Walters, attrice statunitense (n. 1912)
- 20 maggio - Euphrasia Donnelly, nuotatrice statunitense (n. 1905)
- 20 maggio - Enrico Felli, imprenditore e politico italiano (n. 1879)
- 20 maggio - Russell A. Gausman, scenografo statunitense (n. 1892)
- 20 maggio - Jean-Louis Vaudoyer, storico dell'arte, scrittore e poeta francese (n. 1883)
- 21 maggio - Roberto José Tavella, arcivescovo cattolico argentino (n. 1893)
- 22 maggio - Ivan Brown, bobbista statunitense (n. 1908)
- 22 maggio - Allegro Facchini, calciatore italiano (n. 1905)
- 22 maggio - Friedrich Wilhelm von Lindeiner-Wildau, militare tedesco (n. 1880)
- 23 maggio - Franco Di Ciaula, regista teatrale e regista italiano (n. 1895)
- 23 maggio - Antonio Maraini, politico, scultore e critico d'arte italiano (n. 1886)
- 23 maggio - Miroslav Pospíšil, calciatore cecoslovacco (n. 1890)
- 24 maggio - Mario Bergamo, politico e antifascista italiano (n. 1892)
- 24 maggio - Cornelio Sebastiano Cuccarollo, arcivescovo cattolico italiano (n. 1870)
- 24 maggio - Elmore James, musicista e compositore statunitense (n. 1918)
- 24 maggio - Ottorino Piccinato, avvocato, dirigente d'azienda e politico italiano (n. 1890)
- 25 maggio - Tommaso Boggio, matematico italiano (n. 1877)
- 25 maggio - Ġużè Damato, architetto maltese (n. 1886)
- 25 maggio - Harry Feist, ballerino e attore austriaco (n. 1903)
- 25 maggio - Mehdi Frashëri, politico albanese (n. 1872)
- 25 maggio - Ethan Laidlaw, attore statunitense (n. 1899)
- 26 maggio - Sharon Lynn, attrice statunitense (n. 1901)
- 26 maggio - Otto von Rosen, tiratore a segno svedese (n. 1884)
- 27 maggio - Gaston Fonjallaz, bobbista svizzero (n. 1902)
- 27 maggio - Gregoris Lambrakis, politico, medico e triplista greco (n. 1912)
- 27 maggio - Frantz Magnussen, calciatore norvegese (n. 1892)
- 27 maggio - Camillo Pilotto, attore italiano (n. 1888)
- 27 maggio - Georg Wunderlich, allenatore di calcio e calciatore tedesco (n. 1893)
- 28 maggio - Ion Agârbiceanu, scrittore rumeno (n. 1882)
- 28 maggio - Stavros G. Livanos, armatore greco (n. 1891)
- 28 maggio - Luis Pérez González, calciatore messicano (n. 1906)
- 29 maggio - José María Cavallero, vescovo cattolico uruguaiano (n. 1899)
- 29 maggio - Inácio João Dal Monte, vescovo cattolico brasiliano (n. 1897)
- 29 maggio - Vissarion Jakovlevič Šebalin, compositore russo (n. 1902)
- 30 maggio - Otto Preißecker, pattinatore artistico su ghiaccio austriaco (n. 1898)
- 31 maggio - Tarzan di Magnesia, ambientalista turco (n. 1899)
- 31 maggio - Edith Hamilton, scrittrice statunitense (n. 1867)
- 31 maggio - Albert Johnson, martellista e pesista statunitense (n. 1880)

## Giugno(71)
- 1º giugno - David Addis, calciatore nordirlandese (n. 1901)
- 1º giugno - Luis Arcaraz, pianista, compositore e direttore d'orchestra messicano (n. 1910)
- 1º giugno - Mario Buda, anarchico italiano (n. 1883)
- 1º giugno - Sergej Ivanovič Gusev-Orenburgskij, scrittore russo (n. 1867)
- 1º giugno - Yves Le Prieur, militare e inventore francese (n. 1885)
- 1º giugno - Ambrogio Robecchi, ciclista su strada italiano (n. 1870)
- 2 giugno - Ivan Bek, calciatore jugoslavo (n. 1909)
- 3 giugno - Edmond Decottignies, sollevatore francese (n. 1893)
- 3 giugno - Papa Giovanni XXIII, papa, cardinale e patriarca cattolico italiano (n. 1881)
- 3 giugno - Nazım Hikmet, poeta, drammaturgo e scrittore turco (n. 1902)
- 3 giugno - Dick MacNeill, calciatore olandese (n. 1898)
- 3 giugno - Paul Maxey, attore statunitense (n. 1907)
- 4 giugno - Danilo Bazzani, calciatore italiano (n. 1914)
- 4 giugno - Ubaldo Diciotti, generale italiano (n. 1878)
- 4 giugno - Don Fleming, giocatore di football americano statunitense (n. 1937)
- 5 giugno - Matías Aranzábal, calciatore spagnolo (n. 1900)
- 5 giugno - Adrian Carton de Wiart, generale e avventuriero belga (n. 1880)
- 5 giugno - Henrik Kauffmann, diplomatico e politico danese (n. 1888)
- 6 giugno - William Baziotes, pittore statunitense (n. 1912)
- 6 giugno - Elsa Fiore, cantante italiana (n. 1923)
- 7 giugno - ZaSu Pitts, attrice statunitense (n. 1894)
- 8 giugno - Gaston Ramon, biologo e veterinario francese (n. 1889)
- 8 giugno - István Somodi, altista e lunghista ungherese (n. 1885)
- 8 giugno - Kenkichi Tomimoto, ceramista giapponese (n. 1886)
- 9 giugno - Josè Felix de Lequerica, politico e diplomatico spagnolo (n. 1891)
- 10 giugno - Anita King, attrice statunitense (n. 1884)
- 10 giugno - Giovanni Roncon, ciclista su strada italiano (n. 1893)
- 11 giugno - Christian Steinmetz, cestista statunitense (n. 1882)
- 11 giugno - Thích Quảng Đức, monaco buddhista vietnamita (n. 1897)
- 11 giugno - Charles Warren Thornthwaite, geografo e climatologo statunitense (n. 1899)
- 12 giugno - Andrew Cunningham, ammiraglio britannico (n. 1883)
- 12 giugno - Medgar Evers, attivista e politico statunitense (n. 1925)
- 13 giugno - Francesco Cibarelli, medico, militare e pedagogista italiano (n. 1890)
- 13 giugno - Edoardo Moscatelli, velista italiano (n. 1898)
- 14 giugno - Alan Campbell, sceneggiatore statunitense (n. 1904)
- 14 giugno - Luciano Pérez Platero, arcivescovo cattolico spagnolo (n. 1882)
- 14 giugno - Achille Roncato, medico, biochimico e scienziato italiano (n. 1887)
- 14 giugno - Carl Skottsberg, botanico e esploratore svedese (n. 1880)
- 15 giugno - Antonio Arrillaga, calciatore spagnolo (n. 1900)
- 15 giugno - Willi Fricke, calciatore tedesco (n. 1913)
- 15 giugno - Camilla Lucerna, insegnante, filologa e traduttrice austriaca (n. 1868)
- 16 giugno - Richard Kohn, calciatore e allenatore di calcio austriaco (n. 1888)
- 16 giugno - John Whiting, attore, drammaturgo e sceneggiatore britannico (n. 1917)
- 17 giugno - Richard Baer, militare tedesco (n. 1911)
- 17 giugno - Alan Brooke, generale britannico (n. 1883)
- 17 giugno - Roberto Penna, velocista italiano (n. 1886)
- 17 giugno - John Cowper Powys, scrittore britannico (n. 1872)
- 17 giugno - Carl Friedrich Roewer, aracnologo tedesco (n. 1881)
- 18 giugno - Pedro Armendáriz, attore messicano (n. 1912)
- 20 giugno - Gordon Jones, attore statunitense (n. 1912)
- 20 giugno - Pio Ortelli, docente e scrittore svizzero (n. 1910)
- 20 giugno - Ralph Sanford, attore statunitense (n. 1899)
- 21 giugno - Renato Brozzi, scultore, incisore e orafo italiano (n. 1885)
- 21 giugno - Adrien Rommel, schermidore francese (n. 1914)
- 21 giugno - Mino Rosso, scultore e pittore italiano (n. 1904)
- 21 giugno - Harvey Sutton, mezzofondista e medico australiano (n. 1882)
- 22 giugno - Sven Rosén, ginnasta svedese (n. 1887)
- 22 giugno - Maria Tănase, cantante romena (n. 1913)
- 23 giugno - Frans Blom, archeologo e esploratore danese (n. 1893)
- 23 giugno - Bigio Vielmi, calciatore italiano (n. 1893)
- 24 giugno - María Guadalupe García Zavala, religiosa messicana (n. 1878)
- 24 giugno - Primo Romolo Palenzona, politico e sindacalista italiano (n. 1897)
- 24 giugno - József Turay, calciatore ungherese (n. 1905)
- 24 giugno - Ferdinando di Savoia-Genova, ammiraglio italiano (n. 1884)
- 25 giugno - Robert Anderson, attore danese (n. 1890)
- 25 giugno - Jone Frigerio, attrice italiana (n. 1877)
- 28 giugno - Frank Baker, giocatore di baseball statunitense (n. 1886)
- 30 giugno - Silvio Corrao, poliziotto italiano
- 30 giugno - Mario Malausa, carabiniere italiano (n. 1938)
- 30 giugno - Luise Renner, filantropa austriaca (n. 1872)
- 30 giugno - Alexander Rüstow, economista e sociologo tedesco (n. 1885)

## Luglio(82)
- 1º luglio - Camille Chautemps, politico francese (n. 1885)
- 1º luglio - Abdullah bin Khalifa di Zanzibar, sultano tanzaniano (n. 1910)
- 1º luglio - Alfredo Ortelli, pittore e illustratore italiano (n. 1889)
- 2 luglio - Seth Barnes Nicholson, astronomo statunitense (n. 1891)
- 2 luglio - Lisa Tetzner, scrittrice, curatrice editoriale e docente tedesca (n. 1894)
- 2 luglio - Bodo Uhse, scrittore tedesco (n. 1904)
- 2 luglio - Giacomo Vaccari, regista e sceneggiatore italiano (n. 1931)
- 4 luglio - Bernard Freyberg, generale e politico britannico (n. 1889)
- 4 luglio - Herbert Klemm, avvocato tedesco (n. 1903)
- 4 luglio - Erich Petersen, generale tedesco (n. 1889)
- 5 luglio - Giuseppe Spinola, allenatore di calcio e calciatore italiano (n. 1911)
- 6 luglio - Giorgio, duca del Meclemburgo, nobile tedesco (n. 1899)
- 6 luglio - Nuccia Natali, cantante italiana (n. 1907)
- 7 luglio - Enzo Duse, giornalista e commediografo italiano (n. 1901)
- 8 luglio - Salvatore Bruno, politico italiano (n. 1917)
- 8 luglio - Tintino Persio Rasi, anarchico, giornalista e poeta italiano (n. 1893)
- 9 luglio - Giovanni Gallina, calciatore italiano (n. 1892)
- 9 luglio - Dave MacMillan, allenatore di pallacanestro statunitense (n. 1886)
- 9 luglio - Frank Mayo, attore statunitense (n. 1886)
- 10 luglio - William C. Hayes, egittologo statunitense (n. 1903)
- 10 luglio - John Sutton, attore britannico (n. 1908)
- 11 luglio - Christian Deubler, ginnasta e multiplista tedesco (n. 1880)
- 11 luglio - Novello Novelli, politico italiano (n. 1877)
- 11 luglio - Olena Stepaniv, militare e economista ucraina (n. 1892)
- 12 luglio - Enrico Adami Rossi, generale italiano (n. 1880)
- 12 luglio - Arnaldo Boscolo, commediografo italiano (n. 1885)
- 12 luglio - Ciro Cafforio, giornalista e archeologo italiano (n. 1887)
- 12 luglio - Giuseppe Cappi, politico e giurista italiano (n. 1883)
- 12 luglio - Slatan Dudow, regista e sceneggiatore bulgaro (n. 1903)
- 12 luglio - Hiromichi Kōno, entomologo e antropologo giapponese (n. 1905)
- 12 luglio - Vittorio Marchesoni, botanico e biologo italiano (n. 1912)
- 12 luglio - Artur de Sousa, calciatore portoghese (n. 1909)
- 12 luglio - Wang Xiangzhai, insegnante cinese (n. 1885)
- 13 luglio - Domenico De Bernardi, pittore italiano (n. 1892)
- 13 luglio - Martin Munkácsi, fotografo ungherese (n. 1896)
- 13 luglio - Carlos Manuel Rodríguez Santiago, beato portoricano (n. 1918)
- 13 luglio - Albert Steffen, scrittore, poeta e drammaturgo svizzero (n. 1884)
- 13 luglio - Jack Wagner, sceneggiatore statunitense (n. 1891)
- 14 luglio - Shivananda, medico e filosofo indiano (n. 1887)
- 16 luglio - Lucie Daouphars, modella francese (n. 1922)
- 16 luglio - Antonio Donghi, pittore italiano (n. 1897)
- 16 luglio - Gerald O'Hara, arcivescovo cattolico statunitense (n. 1895)
- 16 luglio - Ottorino Ravani, calciatore italiano (n. 1898)
- 17 luglio - Hanns-Erich Kaminski, giornalista e scrittore tedesco (n. 1899)
- 17 luglio - Adelina Magnetti, attrice italiana (n. 1880)
- 17 luglio - Dionisio Mejía, calciatore messicano (n. 1907)
- 18 luglio - Angelo Giacomo Mott, politico e medico italiano (n. 1902)
- 19 luglio - Annie Mascarene, politica indiana (n. 1902)
- 20 luglio - Ferdinando Baldelli, vescovo cattolico italiano (n. 1886)
- 20 luglio - Ilmari Pernaja, ginnasta finlandese (n. 1892)
- 20 luglio - Giovanni Battista Peruzzo, arcivescovo cattolico italiano (n. 1878)
- 21 luglio - Antonino Dante, politico italiano (n. 1909)
- 22 luglio - Albert Soegijapranata, arcivescovo cattolico indonesiano (n. 1896)
- 22 luglio - Carlo Crotti, calciatore e allenatore di calcio italiano (n. 1900)
- 22 luglio - Frank Dobson, scultore britannico (n. 1886)
- 22 luglio - Valerio Valeri, cardinale e arcivescovo cattolico italiano (n. 1883)
- 23 luglio - Aleksandr Michajlovič Gerasimov, pittore russo (n. 1881)
- 23 luglio - Vasile Luca, politico romeno (n. 1898)
- 23 luglio - Joseph Vuillemin, militare francese (n. 1883)
- 24 luglio - Girolamo Moretti, francescano italiano (n. 1879)
- 24 luglio - Marino Parenti, bibliografo, saggista e pittore italiano (n. 1900)
- 25 luglio - Ugo Cerletti, psichiatra e neurologo italiano (n. 1877)
- 25 luglio - Johannes Eriksen, lottatore danese (n. 1889)
- 25 luglio - Charles Moss, ciclista su strada britannico (n. 1882)
- 25 luglio - Gösta Stoltz, scacchista svedese (n. 1904)
- 25 luglio - Herm Witasek, cestista statunitense (n. 1913)
- 26 luglio - Umberto Calcinai, rugbista a 15 e allenatore di rugby a 15 neozelandese (n. 1892)
- 26 luglio - Francesco Cerabona, avvocato e politico italiano (n. 1882)
- 26 luglio - Luciano Cremonese, ciclista su strada italiano (n. 1926)
- 26 luglio - John Osborne, XI duca di Leeds, nobile e politico inglese (n. 1901)
- 26 luglio - Michele Serra, giornalista e saggista italiano (n. 1905)
- 27 luglio - Alberto Bruciamonti, calciatore italiano (n. 1891)
- 27 luglio - Trygve Bøyesen, ginnasta norvegese (n. 1886)
- 28 luglio - Mario Balotta, generale italiano (n. 1886)
- 28 luglio - Carl F. W. Borgward, imprenditore tedesco (n. 1890)
- 28 luglio - Gerald Gratton, sollevatore canadese (n. 1927)
- 29 luglio - Federico Caudana, organista, direttore di coro e compositore italiano (n. 1878)
- 30 luglio - Patrick Jay Hurley, politico statunitense (n. 1883)
- 30 luglio - Linards Tauns, scrittore lettone (n. 1922)
- 31 luglio - Curtis Counce, contrabbassista e arrangiatore statunitense (n. 1926)
- 31 luglio - Athos Fraternale, ammiraglio e militare italiano (n. 1909)
- 31 luglio - Pasquale Lagravinese, avvocato e politico italiano (n. 1884)

## Agosto(83)
- 1º agosto - Sigurd Holter, velista norvegese (n. 1886)
- 1º agosto - Efrem Nobili, imprenditore italiano (n. 1910)
- 1º agosto - Theodore Roethke, poeta statunitense (n. 1908)
- 2 agosto - Gjorgji Abadžiev, scrittore macedone (n. 1910)
- 2 agosto - Oliver La Farge, scrittore e antropologo statunitense (n. 1901)
- 2 agosto - Enea Venturi, imprenditore, pubblicista e politico italiano (n. 1888)
- 3 agosto - Lambertus Benenga, nuotatore olandese (n. 1886)
- 3 agosto - Joseph Gotthardt, missionario e arcivescovo cattolico tedesco (n. 1880)
- 3 agosto - Stephen Ward, medico e disegnatore britannico (n. 1912)
- 3 agosto - James David Zellerbach, imprenditore e diplomatico statunitense (n. 1892)
- 3 agosto - Luís Mena e Silva, cavallerizza portoghese (n. 1902)
- 4 agosto - Martin Grase, generale tedesco (n. 1891)
- 4 agosto - Tom Keene, attore statunitense (n. 1896)
- 4 agosto - Yadvendra Singh Judeo, principe e politico indiano (n. 1893)
- 5 agosto - Salvador Bacarisse, compositore spagnolo (n. 1898)
- 5 agosto - Giuseppe Piazzi, vescovo cattolico italiano (n. 1907)
- 5 agosto - Ezio Rosi, generale italiano (n. 1881)
- 6 agosto - Vittorio Fossombroni, politico e avvocato italiano (n. 1892)
- 6 agosto - Giotto Giannoni, ceramista, artista e scultore italiano (n. 1895)
- 6 agosto - Sophus Nielsen, calciatore e allenatore di calcio danese (n. 1888)
- 7 agosto - Rodolfo Borghese, nobile, imprenditore e politico italiano (n. 1880)
- 7 agosto - Johannes Mayer, generale tedesco (n. 1893)
- 7 agosto - Ramon Vila Capdevila, anarchico, partigiano e guerrigliero spagnolo (n. 1908)
- 8 agosto - Augusta Vera Duthie, botanica e micologa sudafricana (n. 1881)
- 8 agosto - Aldo Nicodemi, attore italiano (n. 1919)
- 10 agosto - Katharine Burdekin, romanziera britannica (n. 1896)
- 10 agosto - Orus Jones, golfista statunitense (n. 1867)
- 10 agosto - Estes Kefauver, politico statunitense (n. 1903)
- 10 agosto - Ernst Wetter, politico svizzero (n. 1877)
- 11 agosto - Clem Bevans, attore statunitense (n. 1880)
- 11 agosto - Serafino Marchionni, monaco cristiano e inventore italiano (n. 1875)
- 11 agosto - Konstantin Nassonov, attore sovietico (n. 1895)
- 11 agosto - Giuseppe Terragni, politico italiano (n. 1902)
- 11 agosto - Otto Wahle, nuotatore austriaco (n. 1879)
- 12 agosto - Nélson Monteiro de Souza, cestista brasiliano (n. 1904)
- 13 agosto - Louis Bastien, pistard e schermidore francese (n. 1881)
- 13 agosto - Jean-Ghislain Delcuve, missionario e vescovo cattolico belga (n. 1895)
- 14 agosto - Eric Carlberg, tiratore a segno, schermidore e pentatleta svedese (n. 1880)
- 14 agosto - Edoardo Garrone, imprenditore italiano (n. 1906)
- 14 agosto - Jane Keckley, attrice statunitense (n. 1876)
- 14 agosto - Jan Stachniuk, pubblicista e filosofo polacco (n. 1905)
- 15 agosto - Vsevolod Vjačeslavovič Ivanov, scrittore e giornalista russo (n. 1895)
- 17 agosto - Richard Barthelmess, attore statunitense (n. 1895)
- 17 agosto - Beniamino Nicola, calciatore e medico italiano (n. 1879)
- 18 agosto - Clifford Odets, drammaturgo, regista e sceneggiatore statunitense (n. 1906)
- 19 agosto - Alphonse Matthijsen, missionario e vescovo cattolico olandese (n. 1890)
- 19 agosto - Kathleen Parlow, violinista e insegnante canadese (n. 1890)
- 19 agosto - Agostino Pennisi Statella, politico e numismatico italiano (n. 1890)
- 20 agosto - John D'Albiac, generale britannico (n. 1894)
- 20 agosto - Pier Luigi Della Torre, chirurgo italiano (n. 1887)
- 20 agosto - James Dunn, calciatore scozzese (n. 1900)
- 20 agosto - Faustino Harrison, politico e notaio uruguaiano (n. 1900)
- 20 agosto - Benjamin Jones, pistard britannico (n. 1882)
- 22 agosto - James Broad, allenatore di calcio e calciatore inglese (n. 1891)
- 22 agosto - Gus Goessling, pallanuotista statunitense (n. 1878)
- 22 agosto - William Morris, imprenditore britannico (n. 1877)
- 23 agosto - Léon Devos, ciclista su strada belga (n. 1896)
- 23 agosto - Mary Gordon, attrice scozzese (n. 1882)
- 24 agosto - Ciro Formisano, cantante e attore italiano (n. 1888)
- 24 agosto - James Kirkwood, attore, regista e sceneggiatore statunitense (n. 1875)
- 24 agosto - Hooley Smith, hockeista su ghiaccio canadese (n. 1903)
- 25 agosto - Ivan Bahrjanyj, scrittore ucraino (n. 1906)
- 25 agosto - Charles Baudouin, psicoanalista francese (n. 1893)
- 25 agosto - Edward L. Cahn, regista statunitense (n. 1899)
- 25 agosto - Cino Macrelli, avvocato, giornalista e politico italiano (n. 1887)
- 25 agosto - Saverio Sechini, politico, giornalista e poeta italiano (n. 1887)
- 26 agosto - Larry Keating, attore statunitense (n. 1899)
- 26 agosto - Lajos Petri, scultore ungherese (n. 1884)
- 27 agosto - Carlo Gamba, storico dell'arte italiano (n. 1870)
- 27 agosto - William Edward Burghardt Du Bois, sociologo, storico e saggista statunitense (n. 1868)
- 27 agosto - Adolf Grimme, politico tedesco (n. 1899)
- 27 agosto - Andrzej Pluciński, cestista polacco (n. 1915)
- 28 agosto - Pietro Amigoni, politico italiano (n. 1904)
- 28 agosto - Julius Edgar Lilienfeld, fisico austro-ungarico (n. 1882)
- 28 agosto - Bernard Silver, ingegnere e inventore statunitense (n. 1924)
- 28 agosto - Umberto Zanotti Bianco, archeologo, ambientalista e filantropo italiano (n. 1889)
- 29 agosto - John Hein, lottatore statunitense (n. 1886)
- 30 agosto - Guy Burgess, agente segreto britannico (n. 1911)
- 30 agosto - Karol Frycz, pittore, regista e scenografo polacco (n. 1877)
- 30 agosto - Alessandra di Hannover, nobile (n. 1882)
- 30 agosto - Eddie Mannix, produttore cinematografico statunitense (n. 1891)
- 30 agosto - Axel Stordahl, arrangiatore statunitense (n. 1913)
- 31 agosto - Georges Braque, pittore e scultore francese (n. 1882)

## Settembre(59)
- 1º settembre - Joe Shaw, calciatore e allenatore di calcio inglese (n. 1883)
- 2 settembre - Angelo Gardellin, ciclista su strada, pistard e scrittore italiano (n. 1884)
- 2 settembre - Fazlollah Zahedi, politico e generale iraniano (n. 1892)
- 3 settembre - Louis MacNeice, poeta britannico (n. 1907)
- 4 settembre - Lorenzo Amati, pallonista italiano (n. 1880)
- 4 settembre - Robert Schuman, politico francese (n. 1886)
- 5 settembre - Hans Granfelt, schermidore e discobolo svedese (n. 1897)
- 5 settembre - Jules Isaac, storico francese (n. 1877)
- 6 settembre - Vladimir Aïtoff, medico e rugbista a 15 francese (n. 1879)
- 6 settembre - Umberto Grazzi, diplomatico italiano (n. 1896)
- 6 settembre - Ivo Illuminati, regista, attore e sceneggiatore italiano (n. 1882)
- 7 settembre - James Clay, cestista e allenatore di pallacanestro britannico
- 7 settembre - Pasquale Creazzo, poeta italiano (n. 1875)
- 7 settembre - Giuseppe De Robertis, critico letterario italiano (n. 1888)
- 7 settembre - Giuseppe Ganduscio, poeta italiano (n. 1925)
- 8 settembre - Stone Johnson, velocista e giocatore di football americano statunitense (n. 1940)
- 8 settembre - Edwin Linkomies, politico, latinista e lessicografo finlandese (n. 1894)
- 8 settembre - Maurice Wilks, ingegnere, progettista e manager britannico (n. 1904)
- 9 settembre - Reda Caire, cantante francese (n. 1905)
- 9 settembre - Ernst Kantorowicz, storico tedesco (n. 1895)
- 9 settembre - Amilcare Pettinelli, attore e doppiatore italiano (n. 1887)
- 10 settembre - Georges Schneider, sciatore alpino e allenatore di sci alpino svizzero (n. 1925)
- 10 settembre - Josephine Sticker, nuotatrice austriaca (n. 1894)
- 11 settembre - Richard Oswald, regista, sceneggiatore e produttore cinematografico austriaco (n. 1880)
- 11 settembre - Johann Plenge, sociologo e economista tedesco (n. 1874)
- 12 settembre - Mervyn Archdall Ellison, astronomo irlandese (n. 1909)
- 12 settembre - Mohammed Ikramullah, politico e diplomatico pakistano (n. 1903)
- 12 settembre - Alberto Teisaire, militare e politico argentino (n. 1891)
- 14 settembre - Luigi Candiani, pittore italiano (n. 1903)
- 14 settembre - Harry Sørensen, ginnasta danese (n. 1892)
- 15 settembre - Oliver Wallace, compositore britannico (n. 1887)
- 15 settembre - Charles Winslow, tennista sudafricano (n. 1888)
- 16 settembre - Giuliano Grandi, allenatore di calcio e calciatore italiano (n. 1922)
- 16 settembre - Nam Phương, imperatrice vietnamita (n. 1914)
- 17 settembre - Eduard Spranger, pedagogista e psicologo tedesco (n. 1882)
- 18 settembre - André Wille, calciatore svizzero (n. 1899)
- 19 settembre - Maria Campi, cantante e attrice italiana (n. 1877)
- 19 settembre - Ferenc Fehér, calciatore ungherese (n. 1902)
- 20 settembre - Pedro Alconero, calciatore spagnolo (n. 1919)
- 20 settembre - Giorgio Fano, filosofo italiano (n. 1885)
- 20 settembre - Charles Howard-Bury, militare, esploratore e politico britannico (n. 1883)
- 21 settembre - Francesco Lo Savio, artista italiano (n. 1935)
- 21 settembre - Emanuele Palazzotto, architetto italiano (n. 1886)
- 22 settembre - Georg Braun, allenatore di calcio e calciatore austriaco (n. 1907)
- 22 settembre - Jan Dembowski, biologo e politico polacco (n. 1889)
- 23 settembre - Guido Bargellini, chimico italiano (n. 1879)
- 23 settembre - Margarethe Hardegger, sindacalista svizzera (n. 1882)
- 24 settembre - Una Troubridge, scultrice e traduttrice britannica (n. 1887)
- 25 settembre - Moisè Cecconi, scrittore italiano (n. 1870)
- 25 settembre - Georg Lindemann, generale tedesco (n. 1884)
- 25 settembre - Aleksandr Semënovič Sacharov, ballerino e coreografo russo (n. 1886)
- 25 settembre - Kurt Zeitzler, generale tedesco (n. 1895)
- 26 settembre - Otto Christman, calciatore canadese (n. 1880)
- 26 settembre - Richard Seuss, militare tedesco (n. 1897)
- 27 settembre - Eugene Charlier, ciclista su strada belga (n. 1880)
- 28 settembre - Charley Lincoln, musicista statunitense (n. 1900)
- 28 settembre - Rosa Raisa, soprano polacco (n. 1893)
- 29 settembre - Franz Horn, calciatore tedesco (n. 1904)
- 30 settembre - Gyula Vangel, calciatore ungherese (n. 1888)

## Ottobre(63)
- 2 ottobre - Beniamino Joppolo, letterato, pittore e drammaturgo italiano (n. 1906)
- 2 ottobre - Imre Pozsonyi, calciatore e allenatore di calcio ungherese (n. 1882)
- 3 ottobre - Antonín Ratzensberger, calciatore cecoslovacco (n. 1893)
- 4 ottobre - Lloyd Fredendall, generale statunitense (n. 1883)
- 4 ottobre - Bobby McDermott, cestista e allenatore di pallacanestro statunitense (n. 1914)
- 4 ottobre - Vito Mussolini, giornalista e politico italiano (n. 1912)
- 5 ottobre - Gaetano Barbareschi, sindacalista e politico italiano (n. 1889)
- 7 ottobre - Gustaf Gründgens, attore e regista tedesco (n. 1899)
- 7 ottobre - Arturo Reverberi, calciatore italiano (n. 1904)
- 8 ottobre - Grace Darmond, attrice canadese (n. 1898)
- 8 ottobre - Gioacchino Di Leo, arcivescovo cattolico italiano (n. 1887)
- 8 ottobre - Alamiro Giampieri, compositore, clarinettista e direttore d'orchestra italiano (n. 1893)
- 8 ottobre - Julija Aleksandrovna Smol'skaja, nobildonna russa (n. 1888)
- 8 ottobre - Remedios Varo, pittrice spagnola (n. 1908)
- 9 ottobre - Renato Bartoccini, archeologo italiano (n. 1893)
- 9 ottobre - Camillo Corsanego, giurista e politico italiano (n. 1891)
- 9 ottobre - Yehezkel Kaufmann, filosofo e biblista israeliano (n. 1889)
- 9 ottobre - Giancarlo Rittmeyer, topografo italiano (n. 1933)
- 9 ottobre - Leo Richard Smith, vescovo cattolico statunitense (n. 1905)
- 10 ottobre - Maude George, attrice statunitense (n. 1888)
- 10 ottobre - Amedeo Luccichenti, architetto italiano (n. 1907)
- 10 ottobre - Giuseppe Marotta, scrittore, sceneggiatore e paroliere italiano (n. 1902)
- 10 ottobre - Édith Piaf, cantautrice francese (n. 1915)
- 11 ottobre - Jean Cocteau, poeta, saggista e drammaturgo francese (n. 1889)
- 12 ottobre - Jolán Földes, scrittrice ungherese (n. 1902)
- 13 ottobre - Alan Arnold Griffith, ingegnere britannico (n. 1893)
- 15 ottobre - Luigi Fallacara, poeta e scrittore italiano (n. 1890)
- 15 ottobre - Alan Kirk, ammiraglio statunitense (n. 1888)
- 16 ottobre - Silvio Giuseppe Mercati, filologo classico e bizantinista italiano (n. 1877)
- 16 ottobre - Christian Philipp, generale tedesco (n. 1893)
- 17 ottobre - Guido Bosio, calciatore e allenatore di calcio italiano (n. 1899)
- 17 ottobre - Guido Bosio, calciatore italiano (n. 1911)
- 17 ottobre - Agesilao Greco, schermidore italiano (n. 1866)
- 17 ottobre - Jacques Hadamard, matematico francese (n. 1865)
- 17 ottobre - Carlo Vittorio Varetti, ingegnere, storico della scienza e dirigente sportivo italiano (n. 1884)
- 18 ottobre - Pier Fausto Barelli, ingegnere italiano (n. 1887)
- 18 ottobre - Andrej Grigor'evič Kravčenko, generale sovietico (n. 1899)
- 18 ottobre - Umberto Trabattoni, imprenditore e dirigente sportivo italiano (n. 1885)
- 20 ottobre - Ruggero Maregatti, velocista e lunghista italiano (n. 1905)
- 20 ottobre - Diana Churchill, britannica (n. 1909)
- 20 ottobre - Drusilla Tanzi, scrittrice italiana (n. 1885)
- 21 ottobre - Kurt Wolff, editore, scrittore e giornalista tedesco (n. 1887)
- 24 ottobre - Désiré Beaurain, schermidore belga (n. 1881)
- 24 ottobre - Karl Bühler, psicologo tedesco (n. 1879)
- 24 ottobre - Douglas Croft, attore statunitense (n. 1926)
- 25 ottobre - Roger Désormière, flautista, compositore e direttore d'orchestra francese (n. 1898)
- 25 ottobre - Zakea Dolphin Mangoaela, scrittore sudafricano (n. 1883)
- 25 ottobre - Keizō Shibusawa, imprenditore e politico giapponese (n. 1896)
- 25 ottobre - Guido Spagnoli, compositore italiano (n. 1896)
- 25 ottobre - Karl von Terzaghi, ingegnere austriaco (n. 1883)
- 25 ottobre - Björn Þórðarson, politico islandese (n. 1879)
- 26 ottobre - Sverre Jensen, calciatore norvegese (n. 1893)
- 27 ottobre - Bertoldo di Baden, nobile tedesco (n. 1906)
- 27 ottobre - Odoardo Voccoli, politico e antifascista italiano (n. 1877)
- 28 ottobre - Dora Kallmus, fotografa austriaca (n. 1881)
- 29 ottobre - Raymond Greenleaf, attore statunitense (n. 1892)
- 29 ottobre - Adolphe Menjou, attore statunitense (n. 1890)
- 30 ottobre - Hugh O'Flaherty, presbitero irlandese (n. 1898)
- 30 ottobre - Daniel Rothman, scrittore e drammaturgo tedesco (n. 1929)
- 30 ottobre - Vittorio Vaser, attore italiano (n. 1904)
- 30 ottobre - Oleksij Zaryc'kyj, presbitero ucraino (n. 1912)
- 31 ottobre - Henry Daniell, attore britannico (n. 1894)
- 31 ottobre - Filippo Lo Giudice, politico italiano (n. 1901)

## Novembre(88)
- 1º novembre - Elsa Maxwell, giornalista e scrittrice statunitense (n. 1883)
- 1º novembre - Daddy Stovepipe, musicista, chitarrista e cantante statunitense (n. 1867)
- 2 novembre - Ngô Đình Diệm, politico vietnamita (n. 1901)
- 2 novembre - Ngô Đình Nhu, politico vietnamita (n. 1910)
- 3 novembre - Boris Kostić, scacchista jugoslavo (n. 1887)
- 4 novembre - Joe Gordon, trombettista statunitense (n. 1928)
- 4 novembre - Carlos Magalhães de Azeredo, diplomatico, scrittore e poeta brasiliano (n. 1872)
- 4 novembre - Pascual Ortiz Rubio, politico e generale messicano (n. 1877)
- 5 novembre - Luis Cernuda, poeta spagnolo (n. 1902)
- 5 novembre - Vernon Dent, attore statunitense (n. 1895)
- 5 novembre - Griffith Taylor, geologo, antropologo e esploratore britannico (n. 1880)
- 7 novembre - David Carnegie, XI conte di Northesk, skeletonista e nobile scozzese (n. 1901)
- 7 novembre - Joseph Marie Xavier de Sévin, generale e aviatore francese (n. 1894)
- 8 novembre - Giacomo Attilio Cermenati, medico e politico italiano (n. 1881)
- 8 novembre - Ilmari Joensuu, aviatore e militare finlandese (n. 1916)
- 9 novembre - Antoine Parachini, calciatore francese (n. 1897)
- 9 novembre - Ba U, politico birmano (n. 1887)
- 10 novembre - Klara Dan von Neumann, informatica ungherese (n. 1911)
- 10 novembre - Attilio Ubertalli, dirigente sportivo italiano (n. 1880)
- 10 novembre - Giovanni Zanelli, militare, aviatore e ginnasta italiano (n. 1911)
- 11 novembre - Enrico Molè, politico, giornalista e avvocato italiano (n. 1889)
- 12 novembre - Ernesto Bonavoglia, militare e aviatore italiano (n. 1895)
- 12 novembre - Georg Karo, archeologo tedesco (n. 1872)
- 12 novembre - Cesco Tomaselli, giornalista e scrittore italiano (n. 1893)
- 13 novembre - Margaret Murray, egittologa e antropologa britannica (n. 1863)
- 13 novembre - Şehzade Mahmud Namik, principe ottomano (n. 1913)
- 14 novembre - Nils Hellsten, ginnasta svedese (n. 1885)
- 14 novembre - Frederick Kennedy, calciatore inglese (n. 1902)
- 15 novembre - Antonio Gasbarrini, medico italiano (n. 1882)
- 15 novembre - André Lalande, filosofo francese (n. 1867)
- 15 novembre - Fritz Reiner, direttore d'orchestra ungherese (n. 1888)
- 15 novembre - Federico Ricci, politico italiano (n. 1876)
- 15 novembre - Giuseppe Scategni, calciatore e allenatore di calcio italiano (n. 1911)
- 15 novembre - Vladimir Nikolaevič Skujbin, regista cinematografico sovietico (n. 1929)
- 15 novembre - Paul Sloane, sceneggiatore, regista e produttore cinematografico statunitense (n. 1893)
- 15 novembre - Armand de Bissacia, giocatore di polo francese (n. 1870)
- 16 novembre - Carlo Buti, cantante e attore italiano (n. 1902)
- 16 novembre - Carlo Cardazzo, editore, collezionista d'arte e mercante d'arte italiano (n. 1908)
- 16 novembre - Pedro Landeta, religioso spagnolo (n. 1887)
- 18 novembre - Enzo Casalini, politico e ingegnere italiano (n. 1886)
- 18 novembre - Mary De Garis, medico australiano (n. 1881)
- 18 novembre - Francesco Quarta, magistrato e politico italiano (n. 1869)
- 18 novembre - Alfredo Sabato Toaff, rabbino e biblista italiano (n. 1880)
- 19 novembre - Carmen Amaya, ballerina e cantante spagnola (n. 1913)
- 19 novembre - Carmen Boni, attrice italiana (n. 1901)
- 19 novembre - Guido Pasolini dall'Onda, nobile, imprenditore e politico italiano (n. 1880)
- 19 novembre - Henry Richardson, arciere statunitense (n. 1889)
- 20 novembre - Ludwig von Baldass, storico dell'arte, insegnante e scrittore austriaco (n. 1887)
- 21 novembre - Francis Alonzo Bartlett, botanico statunitense (n. 1882)
- 21 novembre - Rinaldo Bianchetti, scacchista e compositore di scacchi italiano (n. 1882)
- 21 novembre - Pierre Blanchar, attore e regista francese (n. 1892)
- 21 novembre - Otto Matzerath, direttore d'orchestra tedesco (n. 1914)
- 21 novembre - Robert Stroud, criminale e ornitologo statunitense (n. 1890)
- 22 novembre - Juraj Collinásy, pittore slovacco (n. 1907)
- 22 novembre - Jack Hill, attore statunitense (n. 1887)
- 22 novembre - Aldous Huxley, scrittore e filosofo britannico (n. 1894)
- 22 novembre - John Fitzgerald Kennedy, politico statunitense (n. 1917)
- 22 novembre - C. S. Lewis, scrittore, saggista e teologo britannico (n. 1898)
- 22 novembre - Patrick MacGill, scrittore, poeta e commediografo irlandese (n. 1889)
- 22 novembre - Riccardo Proserpio, ciclista su strada italiano (n. 1906)
- 22 novembre - J.D. Tippit, poliziotto statunitense (n. 1924)
- 23 novembre - Ettore Guizzardi, pilota automobilistico italiano (n. 1881)
- 23 novembre - Ernesto Lecuona, pianista e compositore cubano (n. 1895)
- 23 novembre - Augusto Magnaghi, architetto e designer italiano (n. 1914)
- 23 novembre - Ottavio Profeta, poeta e romanziere italiano (n. 1890)
- 23 novembre - Georg-Hans Reinhardt, generale tedesco (n. 1887)
- 24 novembre - Alberto Bachmann, violinista, compositore e musicologo francese (n. 1875)
- 24 novembre - Peco Bauwens, calciatore e arbitro di calcio tedesco (n. 1886)
- 24 novembre - William Cuthbertson, pugile britannico (n. 1902)
- 24 novembre - Clelia Lollini, medico italiana (n. 1890)
- 24 novembre - Lee Harvey Oswald, militare e terrorista statunitense (n. 1939)
- 24 novembre - Vladimir Sergeevič Rozing, tenore e direttore teatrale russo (n. 1890)
- 25 novembre - Jean Brooks, attrice statunitense (n. 1915)
- 25 novembre - Andrea Fossombrone, pittore e illustratore italiano (n. 1886)
- 25 novembre - Gorella Gori, attrice italiana (n. 1900)
- 25 novembre - Aleksandr Ivanovič Marinesko, militare sovietico (n. 1913)
- 25 novembre - Ugo Enrico Paoli, filologo classico e latinista italiano (n. 1884)
- 25 novembre - Pietro Piacentini, generale e aviatore italiano (n. 1898)
- 25 novembre - Joseph Sweeney, attore statunitense (n. 1884)
- 25 novembre - Koyata Yamamoto, imprenditore giapponese (n. 1886)
- 26 novembre - Amelita Galli-Curci, soprano italiano (n. 1889)
- 26 novembre - Edwin B. Willis, scenografo statunitense (n. 1893)
- 27 novembre - Edoardo Catto, calciatore italiano (n. 1900)
- 27 novembre - Giovanni Lamberti, politico italiano (n. 1906)
- 28 novembre - Karyn Kupcinet, attrice statunitense (n. 1941)
- 28 novembre - Lee Wallard, pilota automobilistico statunitense (n. 1910)
- 29 novembre - Charles Schnee, sceneggiatore statunitense (n. 1916)
- 30 novembre - Lino Cassani, presbitero, storico e archeologo italiano (n. 1869)

## Dicembre(84)
- 1º dicembre - Carl Koch, regista tedesco (n. 1892)
- 1º dicembre - Robert D. Schaldach, astronomo statunitense (n. 1926)
- 2 dicembre - Sabu, attore indiano (n. 1924)
- 2 dicembre - Tashi Namgyal, indiano (n. 1893)
- 2 dicembre - Mario Zampi, regista e produttore cinematografico italiano (n. 1903)
- 3 dicembre - Alfred Aberdam, pittore ucraino (n. 1894)
- 3 dicembre - Georgij Alekseevič Ušakov, esploratore e geografo sovietico (n. 1901)
- 4 dicembre - Robert Hamer, regista e sceneggiatore britannico (n. 1911)
- 5 dicembre - Alfonso Carinci, arcivescovo cattolico italiano (n. 1862)
- 5 dicembre - Karl Amadeus Hartmann, compositore tedesco (n. 1905)
- 5 dicembre - Tom London, attore statunitense (n. 1883)
- 5 dicembre - István Miklósi, calciatore ungherese (n. 1909)
- 5 dicembre - Cecil Pinsent, architetto del paesaggio inglese (n. 1884)
- 5 dicembre - Huseyn Shaheed Suhrawardy, politico pakistano (n. 1892)
- 7 dicembre - Costantino Bresciani Turroni, economista e politico italiano (n. 1882)
- 7 dicembre - Otto Eisenschiml, chimico austriaco (n. 1880)
- 7 dicembre - Jan Schindeler, calciatore olandese (n. 1892)
- 7 dicembre - Bruno Zauli, dirigente sportivo italiano (n. 1902)
- 8 dicembre - Cecil Campbell Hardy, militare britannico (n. 1900)
- 8 dicembre - Arthur Pasquier, ciclista su strada francese (n. 1883)
- 8 dicembre - Sarit Thanarat, politico e generale thailandese (n. 1908)
- 9 dicembre - Mary Gennaro Varale, alpinista italiana (n. 1895)
- 9 dicembre - Perry Miller, storico statunitense (n. 1905)
- 9 dicembre - László Széchy, schermidore ungherese (n. 1891)
- 11 dicembre - Gaston Bell, attore e cantante statunitense (n. 1877)
- 11 dicembre - Pietro Bresciani, calciatore italiano (n. 1910)
- 11 dicembre - Fortunato Messa, politico e avvocato italiano (n. 1883)
- 12 dicembre - Theodor Heuss, politico, giornalista e pubblicista tedesco (n. 1884)
- 12 dicembre - Yasujirō Ozu, regista e sceneggiatore giapponese (n. 1903)
- 12 dicembre - Barbara Read, attrice canadese (n. 1917)
- 12 dicembre - Józef Zając, generale e aviatore polacco (n. 1891)
- 13 dicembre - Filippo Anfuso, politico e diplomatico italiano (n. 1901)
- 13 dicembre - Hubert Pierlot, politico e militare belga (n. 1883)
- 13 dicembre - Mahmud Shaltut, imam e teologo egiziano (n. 1893)
- 14 dicembre - Hans Abraham, sollevatore tedesco (n. 1886)
- 14 dicembre - Rudolf Allers, psichiatra austriaco (n. 1883)
- 14 dicembre - Gustav Machatý, regista e sceneggiatore ceco (n. 1901)
- 14 dicembre - Marie Marvingt, aviatrice e sportiva francese (n. 1875)
- 14 dicembre - Erich Ollenhauer, politico tedesco (n. 1901)
- 14 dicembre - Dinah Washington, cantante statunitense (n. 1924)
- 15 dicembre - Otto Fickeisen, canottiere tedesco (n. 1879)
- 15 dicembre - Wilibald Gurlitt, musicologo tedesco (n. 1889)
- 15 dicembre - Rikidōzan, wrestler e attore giapponese (n. 1924)
- 15 dicembre - Rawghlie Clement Stanford, politico statunitense (n. 1879)
- 16 dicembre - Riccardo Cornolti, calciatore e organaro italiano (n. 1905)
- 16 dicembre - Luo Ronghuan, generale e politico cinese (n. 1902)
- 16 dicembre - Anna Luther, attrice statunitense (n. 1897)
- 16 dicembre - Virgilio Vasconi, allenatore di calcio italiano (n. 1887)
- 17 dicembre - Marguerite Caetani, letterata, giornalista e collezionista d'arte statunitense (n. 1880)
- 17 dicembre - Gaspare Cannone, critico letterario, giornalista e anarchico italiano (n. 1893)
- 17 dicembre - William Foster, nuotatore britannico (n. 1890)
- 18 dicembre - Giacomo Morra, imprenditore italiano (n. 1889)
- 19 dicembre - Alan Gardiner, egittologo britannico (n. 1879)
- 19 dicembre - Willi Kirsei, calciatore tedesco (n. 1902)
- 19 dicembre - William Remington, lunghista, ostacolista e vescovo anglicano statunitense (n. 1879)
- 19 dicembre - Joseph Spencer, nuotatore statunitense (n. 1880)
- 20 dicembre - Alfred Jansa, generale austriaco (n. 1884)
- 20 dicembre - Rod Plaxton, hockeista su ghiaccio canadese (n. 1904)
- 21 dicembre - John Close, attore statunitense (n. 1921)
- 21 dicembre - Lars Vegard, fisico e politico norvegese (n. 1880)
- 22 dicembre - Arnaldo Clausi Schettini, medico e politico italiano (n. 1905)
- 22 dicembre - Giuseppe Godono, cantante italiano (n. 1876)
- 22 dicembre - José María Mateos, allenatore di calcio spagnolo (n. 1888)
- 22 dicembre - James Irving Miller, giornalista statunitense (n. 1885)
- 22 dicembre - Gian Giorgio Trissino, cavaliere italiano (n. 1877)
- 23 dicembre - Trifon Xhagjika, militare, poeta e giornalista albanese (n. 1932)
- 24 dicembre - Mariano Arrate, calciatore spagnolo (n. 1892)
- 24 dicembre - Pietro Cappa, allenatore di calcio e calciatore italiano (n. 1903)
- 25 dicembre - Arrigo Jacchia, giornalista italiano (n. 1891)
- 25 dicembre - Tristan Tzara, poeta e saggista rumeno (n. 1896)
- 26 dicembre - Titina De Filippo, attrice, drammaturga e sceneggiatrice italiana (n. 1898)
- 26 dicembre - Gorgeous George, wrestler statunitense (n. 1915)
- 26 dicembre - George Mulock, militare, cartografo e esploratore britannico (n. 1882)
- 27 dicembre - Perry Ferguson, scenografo statunitense (n. 1901)
- 27 dicembre - Federico Moro, generale italiano (n. 1894)
- 27 dicembre - Sigvard Sivertsen, ginnasta norvegese (n. 1881)
- 28 dicembre - Paul Hindemith, compositore, violista e direttore d'orchestra tedesco (n. 1895)
- 28 dicembre - Joseph Magliocco, mafioso italiano (n. 1898)
- 29 dicembre - Aleksander Ładoś, diplomatico e politico polacco (n. 1891)
- 30 dicembre - David Burton, regista statunitense (n. 1877)
- 30 dicembre - Henrik Hajós, nuotatore ungherese (n. 1886)
- 30 dicembre - Attilio Venudo, politico italiano (n. 1907)
- 30 dicembre - Alfred Wünnenberg, generale e poliziotto tedesco (n. 1891)
- 31 dicembre - Adolfo Cetto, bibliotecario italiano (n. 1873)

## Senza giorno specificato(60)
- Tewfik Abdullah, calciatore e allenatore di calcio egiziano (n. 1896)
- Albert Abramovitz, pittore e incisore lettone (n. 1879)
- Rafael Adame, compositore, chitarrista e violoncellista messicano (n. 1905)
- Alberto Aggazzotti, fisiologo italiano (n. 1877)
- Gina Algranati, bibliotecaria e scrittrice italiana (n. 1886)
- Sirio Banchelli, nuotatore e pallanuotista italiano (n. 1910)
- Armando Barbieri, liutaio italiano (n. 1893)
- Giovanni Baviera, giurista e politico italiano (n. 1875)
- Italo Bertoglio, ingegnere civile e fotografo italiano (n. 1877)
- Alberto Bertolini, commediografo, giornalista e scrittore italiano (n. 1901)
- Alberto Bonaretti, calciatore italiano (n. 1922)
- Giuseppe Caregaro, editore e fumettista italiano (n. 1902)
- Chang Ch'ing P'o, artista marziale cinese (n. 1903)
- Iosif Chișinevschi, politico rumeno (n. 1905)
- Giuseppe Cioni, artista, compositore e religioso italiano (n. 1902)
- John Maurice Clark, economista statunitense (n. 1884)
- Mark Clifton, scrittore statunitense (n. 1906)
- Waldemar Gonçalves, cestista brasiliano (n. 1906)
- Andrea Corrado, armatore italiano (n. 1873)
- Gaetano Corrado, scrittore italiano (n. 1869)
- Michele Crimi, pedagogista italiano (n. 1875)
- Alberto Dalcò, stilista italiano (n. 1902)
- Andrea Damiano, scrittore, traduttore e giornalista italiano (n. 1900)
- Primo Dorello, anatomista italiano (n. 1872)
- Max Fehr, insegnante e musicologo svizzero (n. 1887)
- Roberto Felices, calciatore argentino
- Luís Gervasoni, calciatore brasiliano (n. 1907)
- Jacques Guerlain, profumiere francese (n. 1874)
- Laurence Markham Huey, ornitologo statunitense (n. 1892)
- Karl Jiszda, calciatore austriaco (n. 1899)
- David Keilin, biologo russo (n. 1887)
- Charles Daly King, psicologo e scrittore statunitense (n. 1895)
- Ali Këlcyra, politico albanese (n. 1891)
- Fernando Lapalorcia, lottatore italiano (n. 1893)
- André Le Troquer, politico francese (n. 1884)
- Roberto Mandel, storico e poeta italiano (n. 1895)
- Angelo Marchi, architetto e ingegnere italiano (n. 1897)
- Aldo Olschki, editore italiano (n. 1893)
- Giulio Pacuvio, regista, traduttore e sceneggiatore italiano (n. 1910)
- Donatella Pinto, pittrice italiana (n. 1908)
- Giovanni Pizzarelli, ciclista su strada italiano (n. 1902)
- Ottavio Posta, presbitero italiano (n. 1882)
- Luigi Ravelli, presbitero, alpinista e storico italiano (n. 1879)
- Norbert Riedel, ingegnere tedesco (n. 1914)
- Luigi Roasio, calciatore italiano (n. 1900)
- Giorgio Rossi, scultore e pittore italiano (n. 1892)
- Dante Ruffini, scultore italiano (n. 1905)
- Attilio Ruggiero, partigiano, militare e politico italiano (n. 1890)
- Isha Schwaller de Lubicz, esoterista e egittologa francese (n. 1885)
- Pacifico Sidoli, pittore italiano (n. 1868)
- Rudolph Sternad, scenografo statunitense (n. 1906)
- Nikola Subotić, politico e avvocato jugoslavo (n. 1873)
- Louis Ségura, ginnasta francese (n. 1889)
- Sükhbaataryn Yanjmaa, politica mongola (n. 1893)
- Louis Taillandier, schermidore francese (n. 1906)
- Eugenio Tavolara, scultore e ceramista italiano (n. 1901)
- Jacques Villon, pittore francese (n. 1875)
- Luis Weissmuller, calciatore argentino (n. 1902)
- Abi Williams, politico gallese
- Anthony Wynne, medico e scrittore inglese (n. 1882)